# Arena da Baixada
Arena da Baixada (officielt Estádio Joaquim Américo Guimarães og mellem 2005 og 2008 Kyocera Arena) er et fodboldstadion i Curitiba i delstaten Paraná i Brasilien. 
Stadionet ejes af Clube Atlético Paranaense, som også spiller sine hjemmekampe der. Stadionet blev renoveret op til Brasiliens afholdelse af VM i fodbold 2014 og blev benyttet til VM-kampe under slutrunden. Tidligere havde stadion plads til 25 180 tilskuere, men fik ved renoveringen plads til omkring 42 000 tilskuere. Arena da Baixada var et af tolv stadioner, der blev benyttet ved slutrunden til VM i fodbold 2014. 
Stadionet er bygget på et område, der tidligere blev benyttet til våbenlager for Brasiliens hær.